# Marilyn Agliotti
Marilyn Agliotti (Boksburg, África do Sul, 23 de junho de 1979) é uma jogadora de hóquei sobre a grama neerlandesa, nascida na África do Sul, que já atuou pela seleção dos Países Baixos.

## Carreira

### Olimpíadas de 2008
Nos Jogos de Pequim de 2008, Marilyn e suas companheiros de equipe levaram a seleção neerlandesa ao título do torneio olímpico. Após terminar a fase de grupos na primeira colocação de forma invicta, os Países Baixos golearam a Argentina na semifinal pelo placar de 5 a 2. A grande final, disputada em 22 de agosto daquele ano, terminou com a vitória de 2 a 0 das neerlandesas sobre as anfitriãs chinesas, dando a medalha de ouro para Marilyn.

### Olimpíadas de 2012
Marilyn Agliotti conquistou uma medalha de ouro nas Olimpíadas de Londres de 2012. A seleção dos Países Baixos terminou a fase inicial do torneio olímpico em primeiro lugar do seu grupo, com cinco vitórias em cinco jogos. Na semifinal, as neerlandesas derrotaram a Nova Zelândia nos tiros livres por 3 a 1, após um empate de 2 a 2 no tempo regular. E na grande final, contras as leonas argentinas, Marilyn e suas companheiras de time venceram por 2 a 0, ficando assim com o ouro.

## Vida pessoal
Marilyn é homossexual assumida. Ela nasceu na África do Sul e se mudou em 2001 para os Países Baixos, onde conheceu sua esposa.